# Flor
Flor bezeichnet in der Textiltechnik die abstehenden Fäserchen nach dem Aufschneiden der Polfäden bei Florgeweben oder eine dünne Faserschicht, die aus bis zu Einzelfasern aufgelösten Fasermassen durch Krempeln oder Kardieren entsteht. Der Faserflor wird durch die natürliche Faserhaftung und Verhakung zusammengehalten. Durch die Abnehmerwalze an Krempel oder Karde wird der Flor zum Vlies verdichtet, zusammengefasst (Krempelband, Kardenband) oder als Vlies weiterverarbeitet.

## Vertikale Struktur auf Textilien
| Flor Höhe: 5 mm                     |
| Grundmaterial und Vlies             |
| Schnitt durch einen Velours-Teppich |

Bei Velours, Samt, Plüsch, Tuftings, echten Knüpfteppichen und anderen Florgeweben oder Maschenwaren mit dreidimensionaler Struktur wird das Fadensystem, das senkrecht zur Oberfläche verläuft, als Flor oder Pol bezeichnet.

## Vliesstoffherstellung
Bei der Herstellung von Vliesstoffen muss im ersten Schritt ein textiles Flächengebilde erzeugt werden, beispielsweise durch Kardieren. Dieses besitzt nur eine geringe Festigkeit und wird als Faserflor oder verkürzt als Flor bezeichnet.
In weiteren Verarbeitungsschritten wird ggf. das Flächengewicht durch Kreuzlegen angepasst und der Faserflor thermisch, chemisch oder mechanisch verfestigt. 